# 心法寺
心法寺（しんぽうじ）は、東京都千代田区にある浄土宗の寺院。

## 歴史
1597年（慶長2年）、然翁和尚によって開山された。寺伝によれば、推古天皇の御代に三河国（現・愛知県）に創建された「泰法寺」が起源という。徳川家康の江戸入府に伴い、江戸の地に新たに寺を創建した。
現在、千代田区には仏教寺院は3か寺しかないが、その中で当寺は唯一墓地を有している。皆川藩松平家歴代藩主や治水家の井沢弥惣兵衛の墓がある。

## 文化財
- 銅製梵鐘（千代田区指定文化財 1998年4月1日指定）[3]
- 木造阿弥陀如来坐像（千代田区指定文化財 1999年4月1日指定）[4]
- 紙本着色仏涅槃図（千代田区指定文化財 2000年4月1日指定）[5]
- 水盤（千代田区指定文化財 2002年4月1日登録）[6]
- 下野皆川藩松平家墓所（千代田区指定文化財 2007年4月1日指定）[7]
- 庚申塔（千代田区指定文化財 2011年4月1日指定）[8]
- 井澤彌總兵衛墓碑（千代田区指定文化財 2012年4月1日指定）[9]

## 交通アクセス
- 四ツ谷駅より徒歩5分。